# Consell Interprovincial d'Astúries i Lleó
El Consell Interprovincial d'Astúries i Lleó fou un entitat administrativa creada el 23 de desembre de 1936 sota la Segona República Espanyola i en el context de la guerra civil espanyola, com successora del Comitè de Guerra de Gijón i el Comitè Popular de Sama de Langreo. El 25 d'agost de 1937 es transforma en el Consell Sobirà d'Astúries i Lleó mitjançant un decret escrit en la vila de Gijón.